# Tarzan chez les singes (film)
Pour les articles homonymes, voir Tarzan chez les singes (roman) et Tarzan (homonymie).
Pour plus de détails, voir Fiche technique et Distribution.
Tarzan chez les singes (titre original : Tarzan of the Apes) est un film américain réalisé par Scott Sidney, sorti en 1918.
Il s'agit de la première adaptation cinématographique du roman éponyme d'Edgar Rice Burroughs, publié en 1912.
Le jeune Tarzan est interprété par Gordon Griffith et Tarzan adulte par Elmo Lincoln.
Le générique renseigne « Hollywood film entreprises, Inc. » comme firme de production.
Il dure environ 70 minutes s'il est projeté au format 18 images par seconde (le texte est réalisé à partir d'une copie 16 mm).

## Synopsis

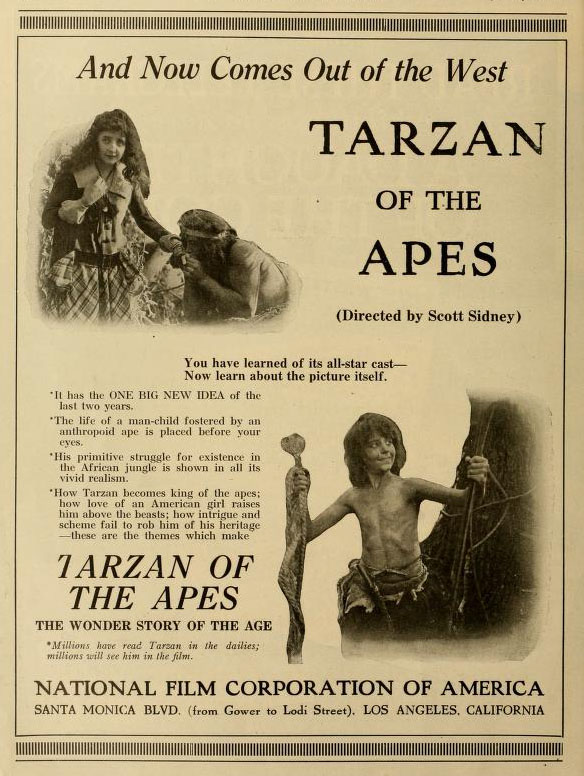
Publicité (1918)

Un couple d'Anglais est envoyé en Afrique anglaise pour faire cesser la capture d'esclaves par les négriers arabes. Sur le bateau qui les y emmène, ils sont sauvés d'une mutinerie par un marin nommé Binns.
En Afrique, la mère meurt après avoir accouché d'un petit garçon. Puis le mari décède à son tour. L'enfant (Tarzan) est recueilli par une tribu de singes. Tarzan sera élevé par Kalla, l'une d'elles. L'enfant est heureux parmi eux.
Des années plus tard, le petit cerveau anglais (sic) travaille : regardant son reflet dans l'eau, il se rend compte qu'il n'est pas un singe. Il s'approche alors d'une tribu africaine. Il apprend la pudeur. Il vole un pagne et le revêt.
Il découvre la manipulation d'un couteau, arme qui lui permet de devenir l'une des créatures les plus craintes des animaux de la jungle. Binns, qui avait été capturé par des négriers arabes, le découvre après s'être échappé. Il retourne en Angleterre informer les personnes intéressées de la situation. Une équipe est envoyée en Afrique à la recherche de Tarzan.
Quand on le découvre, il est adulte. Une gente dame tombe amoureuse de lui. Tarzan apprend alors l'amour.

## Fiche technique
- Titre : Tarzan chez les singes
- Titre original : Tarzan of the Apes
- Réalisation : Scott Sidney
- Scénario : Fred Miller, Lois Weber, d'après le roman d'Edgar Rice Burroughs
- Photographie : Enrique Juan Vallejo
- Montage : Isadore Bernstein
- Costumes : E.M. Jahrhaus
- Producteur : William Parsons
- Société de production :
- Société de distribution : First National Pictures
- Durée : 73 minutes
- Date de sortie :
  - États-Unis : 27 janvier 1918

## Distribution
- Elmo Lincoln : Tarzan
- Enid Markey : Jane Porter
- True Boardman : John Clayton, Lord Greystoke
- Kathleen Kirkham : Alice Clayton, Lady Greystoke
- George B. French : Binns, un marin
- Gordon Griffith : Tarzan, plus jeune
- Colin Kenny : neveu de Greystoke
- Thomas Jefferson : professeur Porter
- Bessie Toner : Bar Maid
- Jack Wilson : Capitaine du Fuwalda
- Louis Morrison : gardien de l'auberge
- Eugene Pallette
- Fred L. Wilson

Acteurs non crédités
- Rex Ingram
- Stellan Windrow

## Commentaires
En 1918, le langage cinématographique institué en 1915 par D. W. Griffith dans Naissance d'une nation est devenu le code cinématographique universel. Ce film hollywoodien en constitue un parfait exemple : l'espace est fragmenté, les plans sont courts, les raccords respectent les nouvelles règles du montage. Chaque plan contient une idée sur laquelle il se centre.
Excepté les singes qui sont tantôt de vrais singes, tantôt des acteurs revêtus de costumes, le film montre quelques animaux exotiques (lions, léopards et éléphants). Quelques plans de tribus africaines et de leur quotidien égrènent le film.
Dans ce film n'apparaît pas encore la virilité exacerbée qu'un Johnny Weissmuller, par exemple, incarnera plus tard. Dans sa première moitié, l'action se concentre sur la vie de Tarzan enfant tandis que la seconde nous dévoile un Tarzan adulte qui, quoique fort et rigoureux, s'engage dans peu d'affrontements spectaculaires. Le thème de l'enfant sauvage est ainsi plus amplement développé quand dans la plupart des adaptations filmées qui suivront.